# Casa Bottelli (via Dante)
Casa Bottelli è un edificio di Milano situato in via Dante al civico 12.

## Storia e descrizione
Il palazzo fu realizzato alla fine del XIX secolo in concomitanza della creazione dell'arteria di via Dante su progetto di Romeo Bottelli. L'edificio nel suo complesso crea un contrasto tra la pietra, utilizzata per il pian terreno e l'ammezzato, e il mattone rosso tipico dell'architettura lombarda usato nei piani superiori. Il primo piano presenta tre balconi in cemento retti da mensole dai quali si dipartono colonnine in ghisa che reggono balconcini sempre in ghisa. Ai piani superiori la decorazione prosegue con finestre con cornici e timpani curvilinei e semplici modanatura rettilinee per concludersi all'ultimo piano con sei bassorilievi di altrettante allegorie.